# Sobha
Sobha là một đô thị thuộc tỉnh Chlef, Algérie. Dân số thời điểm năm 2002 là 28.646 người.